# Искусство Башкортостана
Искусство Башкортостана — совокупность элементов искусства народов Республики Башкортостан. Развитие искусства в РБ находится в ведении Министерства культуры РБ.

## История

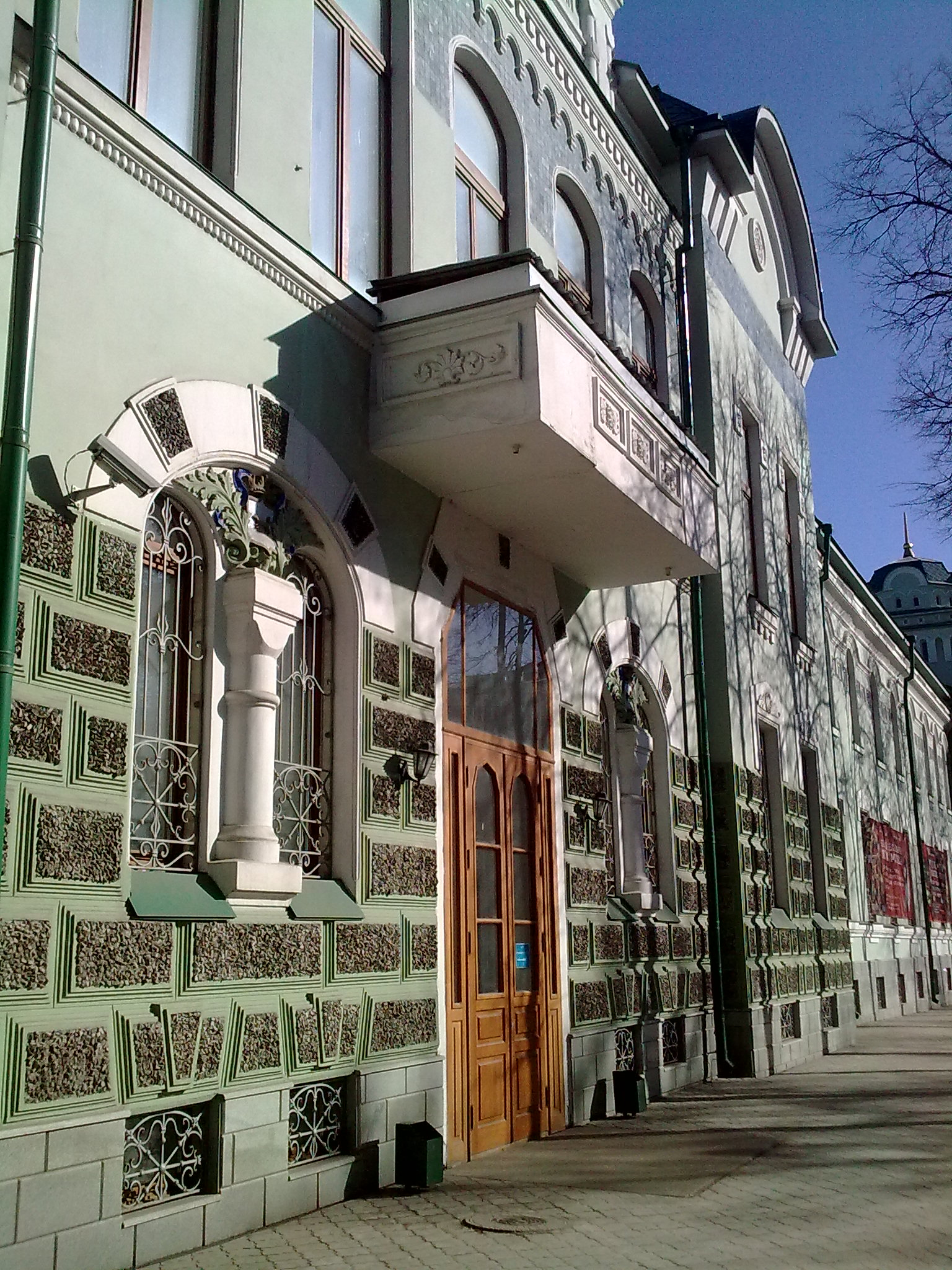
Национальный музей РБ г. Уфа

На развитие искусства Башкортостана оказали большое влияние природно-климатические и культурно-исторических условия жизни населяющих его народов. Особенности географического положения республики, природа предопределили использование определённых материалов для строительства жилищ, изготовления одежды, посуды, орудий труда, вооружения и т. д. Природно-климатические условия оказали влияние на формирование мировоззрения человека. Ранние места расселения башкир находилось южнее нынешних. Кочевой образ жизни оказал воздействие на культуру башкир, создаваемое ими искусство.
Своеобразие башкирского искусство поддерживалось и сохранялось на протяжении истории, до и после Великой Октябрьской социалистической революции, в годы Советской власти и после перехода на капиталистический путь развития. Поскольку многое в искусстве сохранялось в устной форме, в виде традиций или вообще не сохранилось у населения, то важным моментом была фиксация, запись текстов, музыки, проведение археологических изысканий.

## Изобразительное искусство
До начала XX века изобразительное искусство Башкортостана существовало в форме народного творчества. Первые художественные выставки организовывались в 1910 годы в Уфе.
История изобразительного искусства РБ имеет несколько периодов: истоки (творчество М. Нестерова, Д. Бурлюка, К. С. Девлеткильдеева, А. П. Лежнева, И. Н. Самарина), искусство 30-40 годов (творчество А. Тюлькина, А. Лутфуллина), искусство 50-60 годов (художники Р. Нурмухаметов, Б. Домашников, А. Пантелеев, М. Назаров, А. Лутфуллин, А. Бурзянцев, П. Салмасов, В. Позднов, Г. Пронин, А. Ситдикова и др.), искусство 80-90 годов (работы Е. Тана, Гаянова За, Саитова Э.), современное искусство.
В годы Советской власти художники в своей работе руководствовались методом Социалистического реализма. Художники Башкортостана советского периода создали произведения, вошедшие в фонд отечественной и зарубежной классики.
Современные художники Башкортостана работают в разнообразных художественных направлениях (неопримитивизм, авангард, постмодернизм). В Рб работают известные художники Я. Крыжевский, П. Салмасов, З. Мухаметдинов, Ф. Шаймухаметов, Д. Сулейманов и др.

## Архитектура
К особенностям башкирского народного зодчества относится оптимальное использование природных условий при строительстве домов. Башкирское жилище отличается самобытностью и является продуктом длительной эволюции. Украшения элементов жилищ — наличники, ставни, крыльца, фронтоны, ворота показывают этапы эволюции орнаментальных форм.

## Музыка

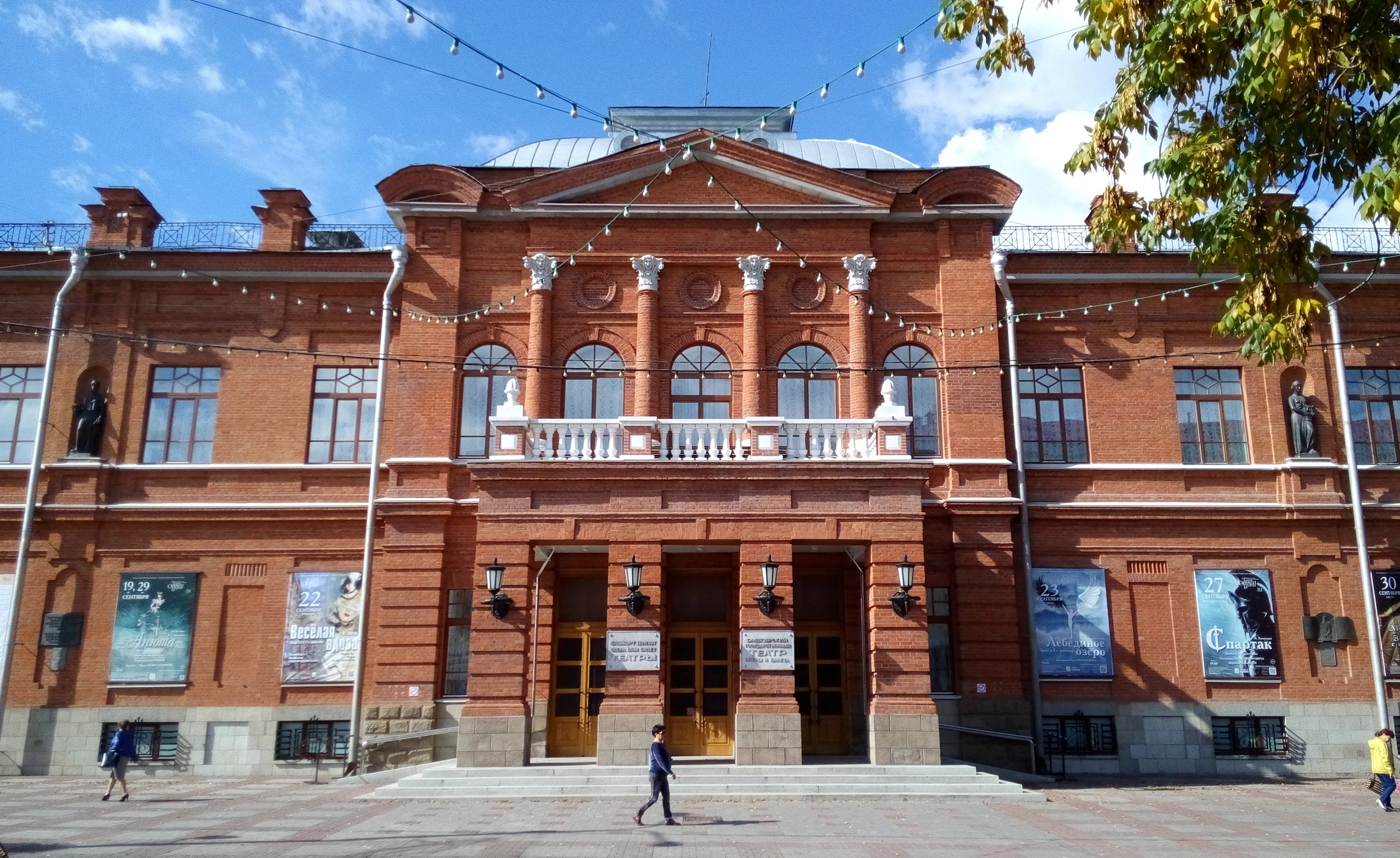
Башкирский театр оперы и балета

Музыкальное искусство Башкортостана сформировалась в первой половине 20 века. До Октябрьской революции на территории республики бытовало богатое устное музыкально-поэтическое творчество.
Развитие музыкального образования, открытие в 1920 году в Уфе музыкальной школы, в 1921 году музыкального училища способствовало получению музыкального профессионального образования башкирским композиторам. В 1938 году в Уфе были открыты Башкирская филармония и Башкирский театр оперы и балета. Для постановки на башкирской сцене были написаны оперы: «Мергэн» (1940) и «Ашкадар» (1944) А. Эйхенвальда, балет Л. Степанова по мотивам башкирской легенды «Журавлиная песнь» (1944), балет А. Ключарева по мотивам уральских сказок «Горная быль» (1951).
Музыкальное образование получали башкирские композиторы также в Московской консерватории: Х. Ахметова, З. Исмагилова, Р. Муртазина, Н. Сабитова, Х. Заимова. Большой вклад в музыкальную культуру РБ внесли композиторы Загир Гарипович Исмагилов, Р. Муртазин, работающий в жанре симфонии.
В РБ был открыт Уфимский государственный институт искусств, создан Союз композиторов, Национальный симфонический оркестр, камерный ансамбль «Башкирия», симфонический оркестр Башкирского государственного театра оперы и балета.
В республике проводятся фестивали старинной и современной камерной, хоровой и симфонической музыки, фестивали «Музыка композиторов Поволжья и Урала», международный фестиваль имени Рудольфа Нуреева. В 2016 году намечено проведение первого Международного конкурса скрипачей Владимира Спивакова.

## Танцы
В основе башкирской хореографии лежат народные традиции. Танцами и песнями у башкир сопровождались национальные весенние, семейные праздники, торжества, работа. Спецификой башкирской хореографии является разделение танцев на женские и мужские. Мужские танцы исполняются свободно, раскованно, темпераментно, а женские — скромно, потупив взор и прикрываясь платком.
Развитие сценического танца связано с работой Башкирского государственного ансамбля народного танца и его руководителя Ф. А. Гаскарова в 30‑х годах XX века. В Башкирском государственном театре оперы и балета осуществляют постановки балетных спектаклей с классическими и национальными танцами (балеты Журавлиная песнь, Аркаим).

## Декоративно-прикладное искусство
Декоративно-прикладное искусств Башкортостана отражает потребности и эстетические воззрения башкир. За свою тысячелетнюю историю ими был сформирован самобытный стиль, вобравший как национальные традиции, так и заимствования монгольских, финно-угорских народов и иранских племен.
Башкирскими орнаментами декорировали убранства коня, вышивки, оружие и одежды. Мастера башкирского декоративно-прикладного искусства занимались резьбой и росписями по дереву, ювелирным делом, вышивкой, ковроделием, украшали одежду изделиями из кораллов, монет.
Изготовлением украшений занимались в основном женщины.

### Элементы башкирского орнамента

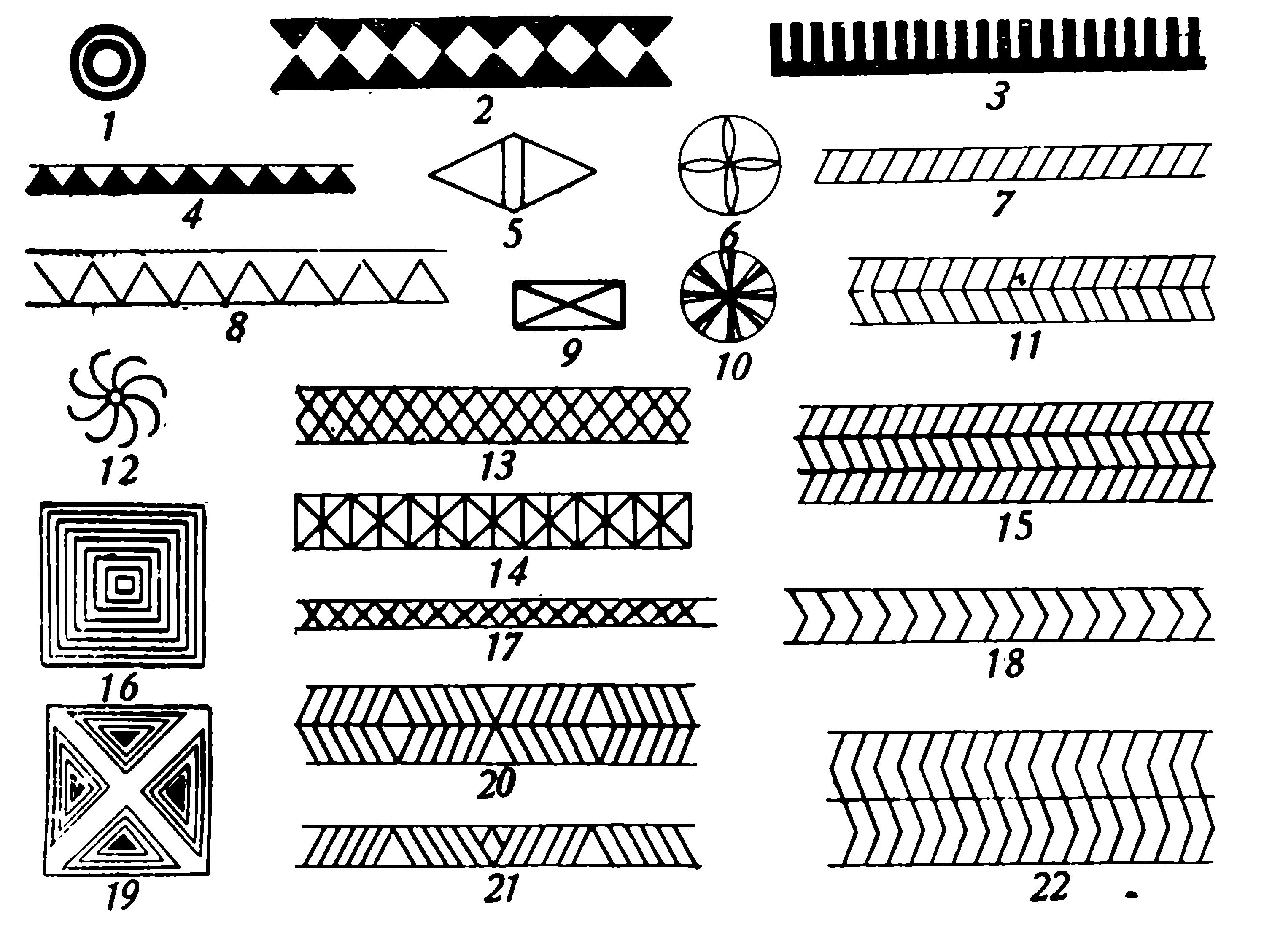
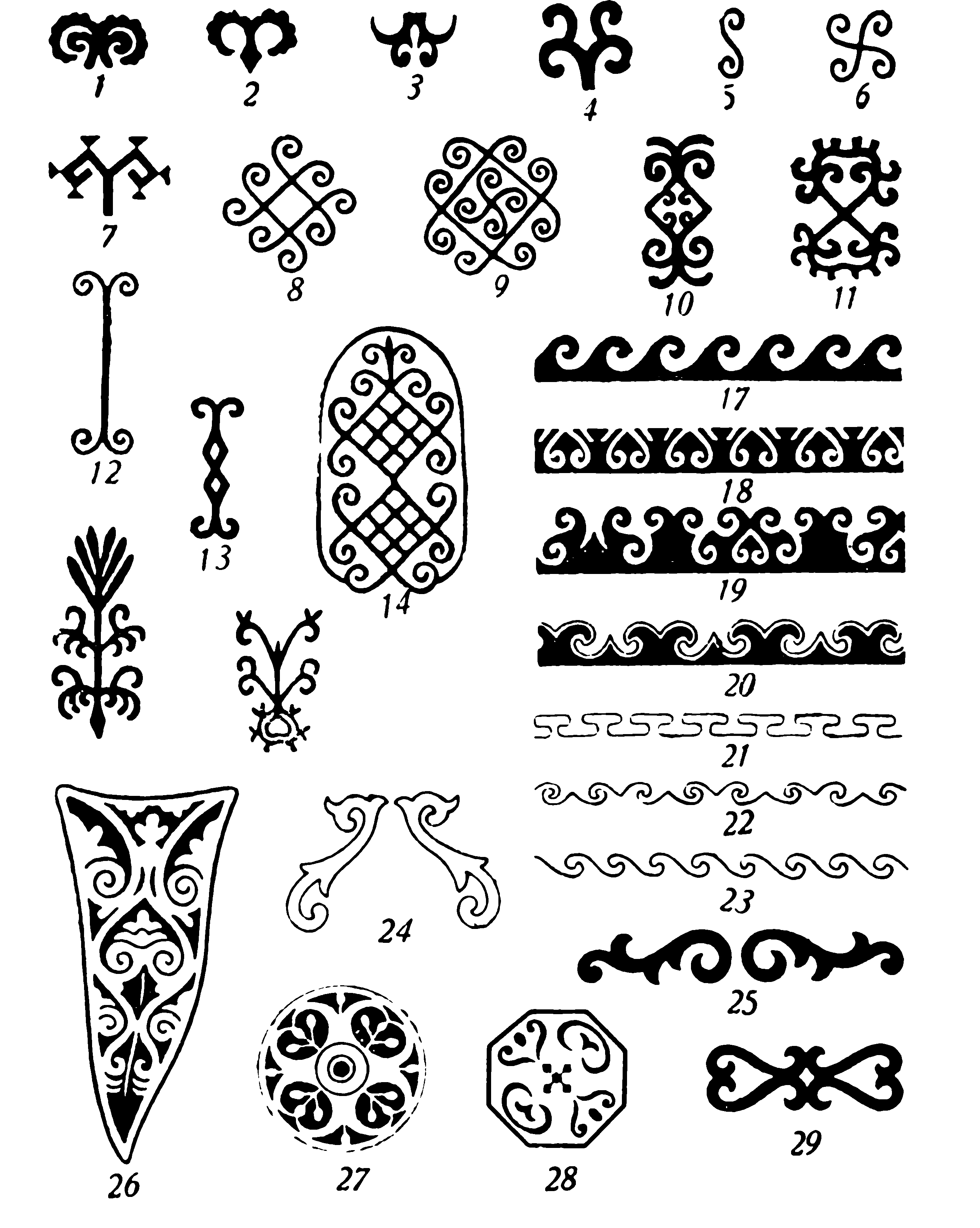
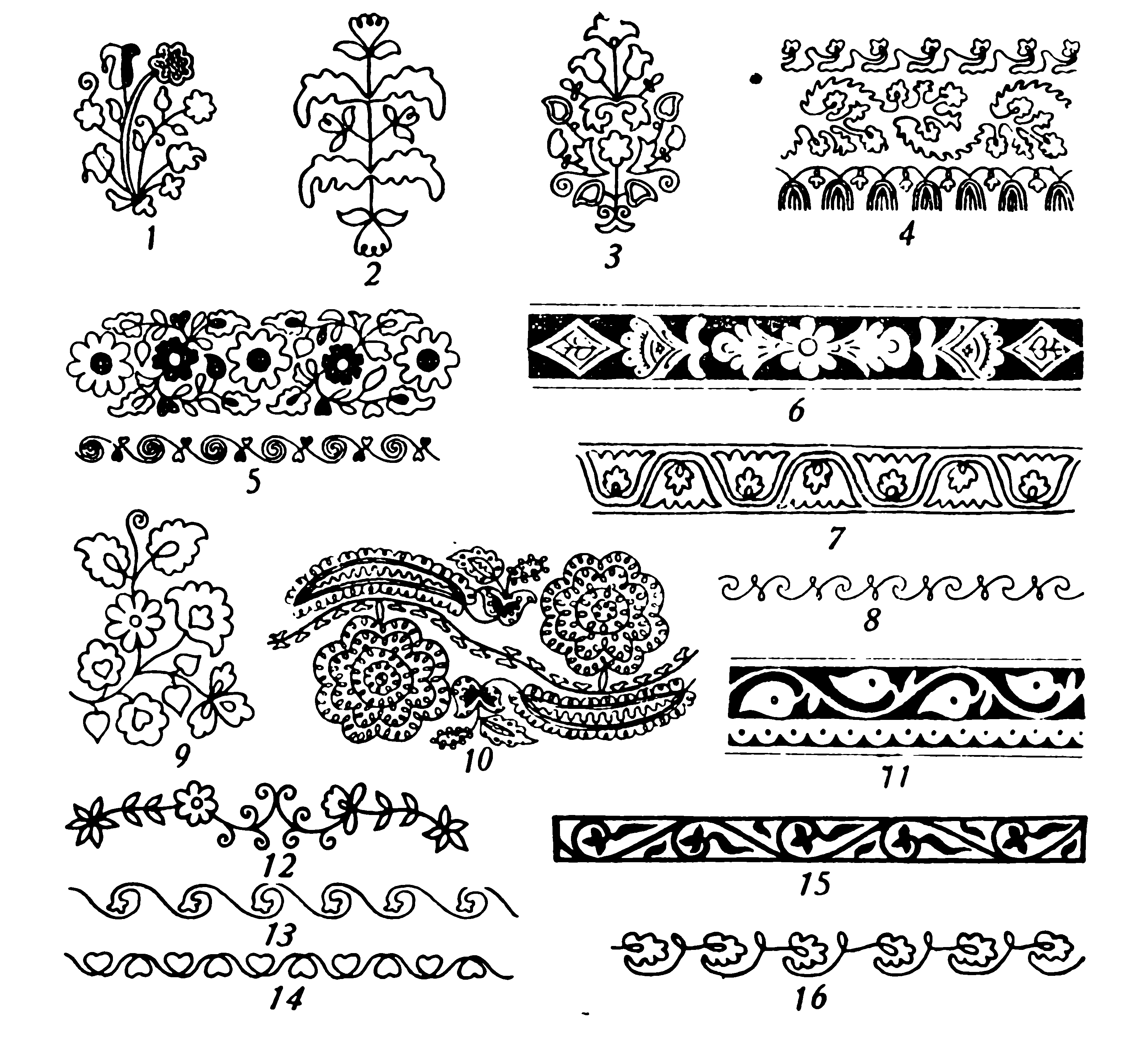
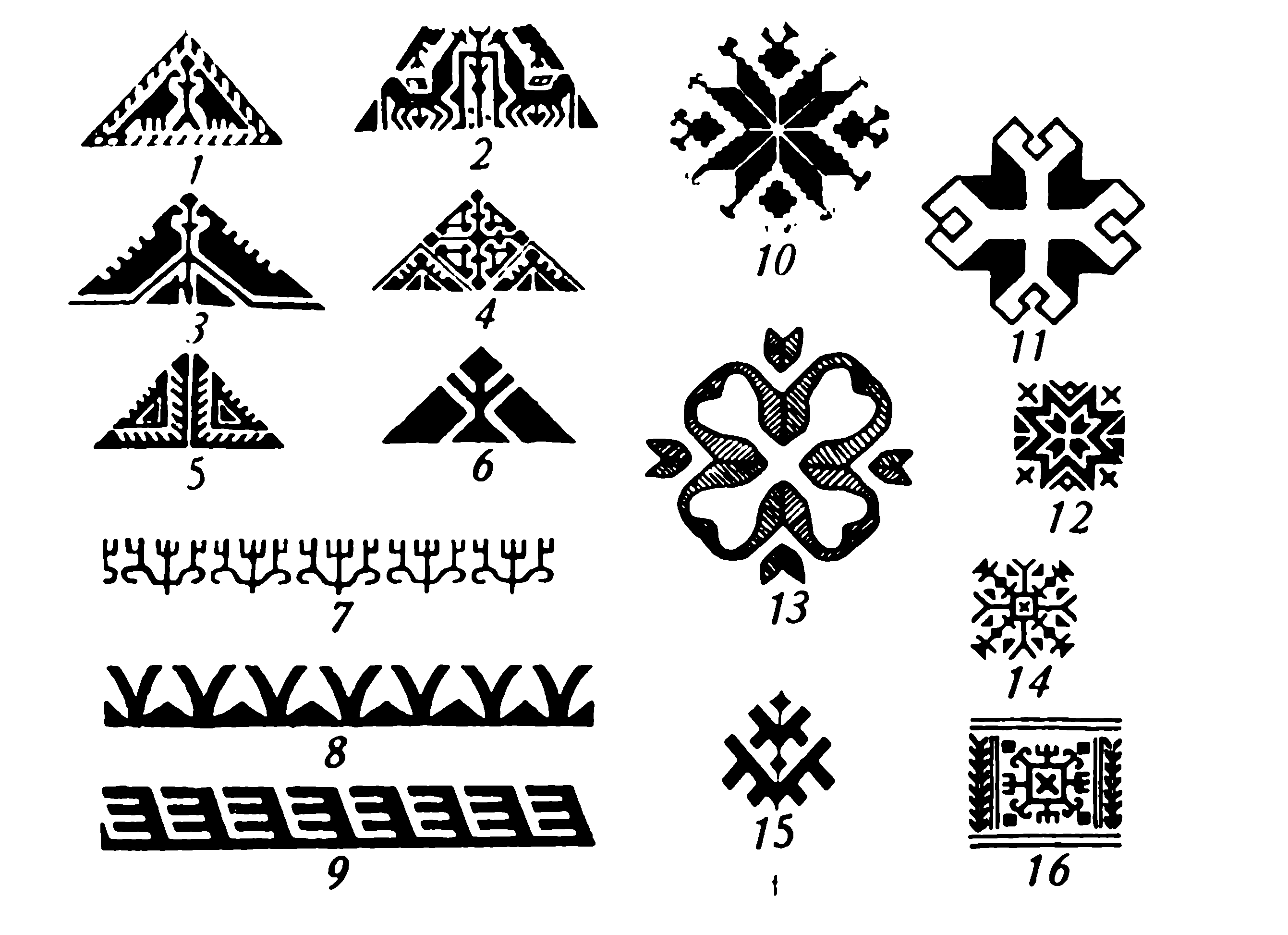
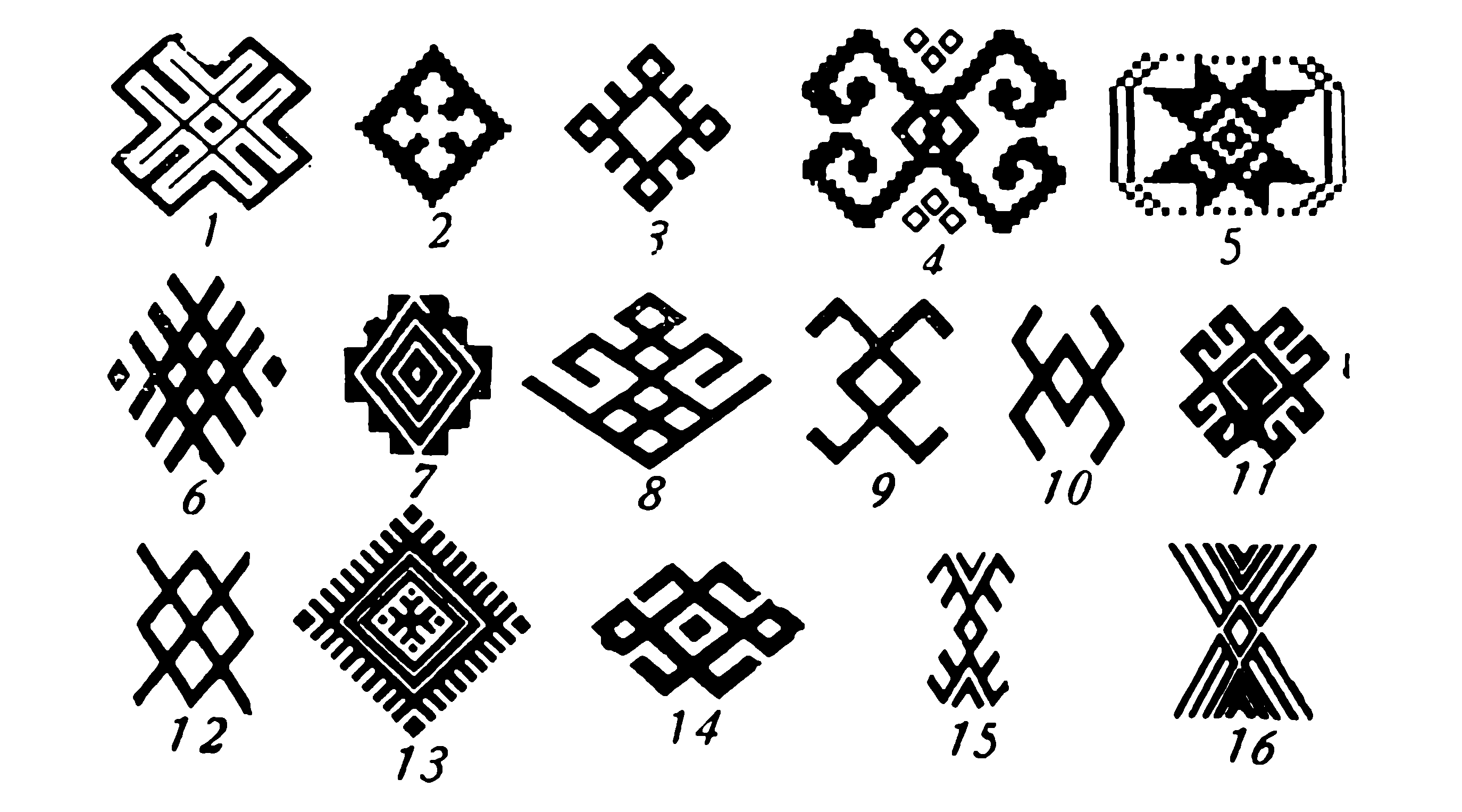

См. также: Башкирский орнамент, Декоративно-прикладное искусство башкир.

## Театр

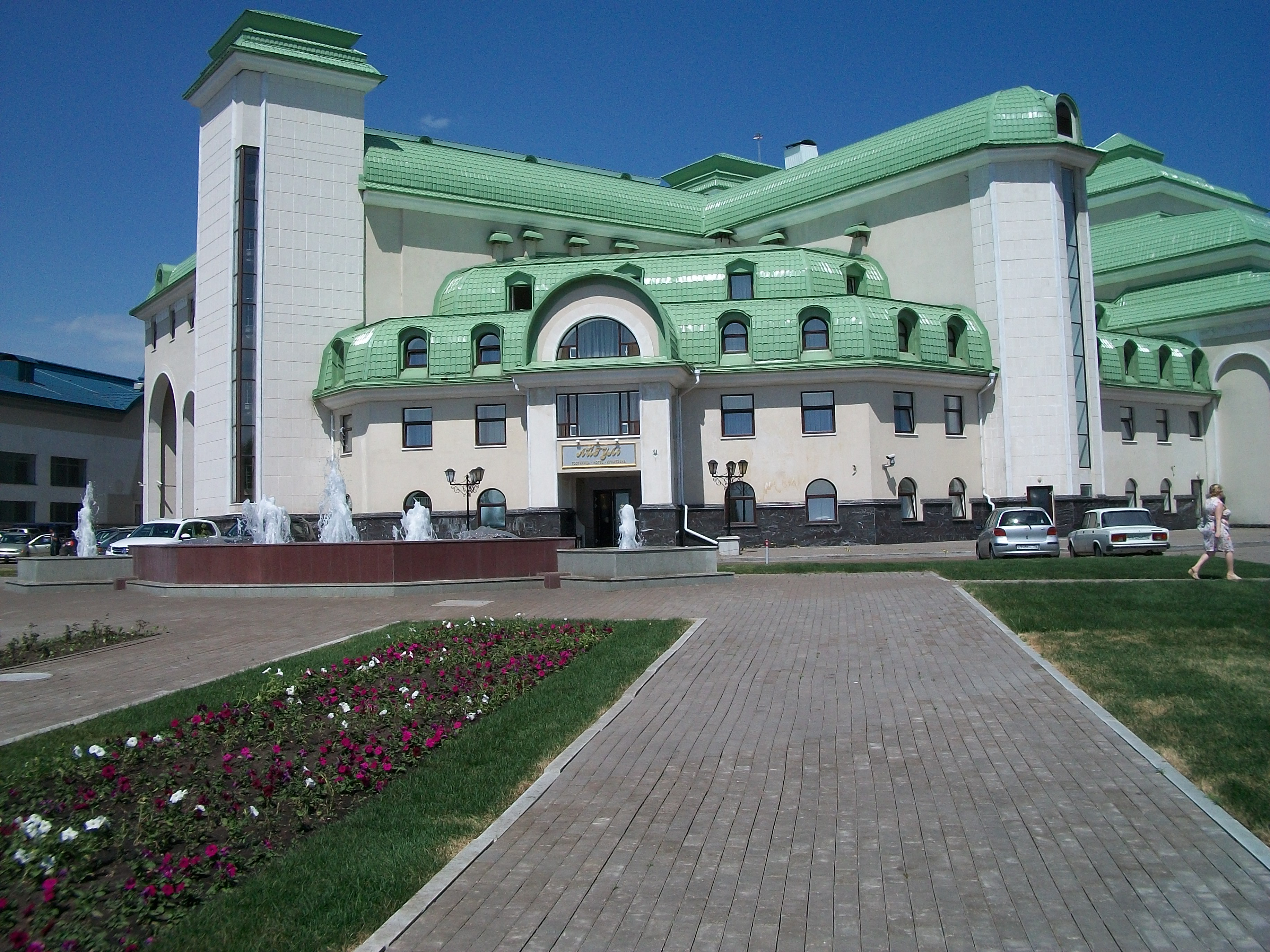
Башкирский академический театр драмы имени Мажита Гафури

Начальные театральные формы возникли в Башкортостане в 6—8 веках в виде обрядов, игр, народных танцев.
Первые театры в республике были любительскими. В 19 веке здесь давали спектакли антрепризы П. А. Соколова, М. П. Васильева‑Гладкова, Д. А. Хотева‑Самойлова, Н. С. Вехтера и др. В начале 20 века гастролировали театры из Москвы и Санкт‑Петербурга.
В настоящее время в республике работают башкирские, татарские, русские, детские, музыкальные и др. театры. Это Башкирский академический театр драмы, Русский драматический, Уфимский государственный татарский театр «Нур», Стерлитамакский драматический театр, Национальный молодёжный театр и др.
Театральные коллективы принимают участие участвуют в фестивалях и театральных конкурсах, включая международные (фестиваль тюркоязычных театров «Туганлык»).

## Искусствоведение
Развитие профессионального искусствоведения в РБ обусловлено развитием самого профессионального искусства в 10-20 годах XX века. Вопросы искусствоведения освещаются в республиканских изданиях «Рампа», «Бельские просторы», «Ватандаш», «Проблемы востоковедения», «Тамаша», «ВысокоХудожественный журнал» (2005), в альбомах и каталогах выставок.

### Изобразительное искусство
С 1916 года в республике начали издаваться каталоги выставок Уфимского художественного кружка. В начале XX века центром развития искусствоведческой мысли был Уфимский художественный пролетарский музей им. Октябрьской революции — нынешний Художественный музей им. М. В. Нестерова. В середине века здесь издавались каталоги выставок, печатались искусствоведческие в местное прессе. В 1979 году вышло справочное издание «Художники советской Башкирии».
К известным искусствоведам РБ в области изобразительного искусства относятся: Э. П. Фенина, А. Г. Янбухтина, С. В. Игнатенко, Пикунова и др.

### Литературоведение
Литературоведение развивалось в РБ в рамках краеведения. Краеведы, лингвисты, фольклористы Т. С. Беляев, П. М. Кудряшёв, В. И. Даль, М. И. Иванов, С. Б. Кукляшев, М. М. Бекчурин, Р. Г. Игнатьев, М. В. Лоссиевский, А. Г. Бессонов, Александр Григорьевичи записывали произведения устного народного творчества, собирали и систематизировали имеющиеся издания башкирской словесности.
Теоретические литературоведческие исследования в области литературы начались с публикации очерка М. И. Уметбаева «Башҡорттар» (1876; «Башкиры»), определившим характер бытования башкирской литературы в устной и письменной формах, её жанрового состава.
В последующем свой вклад в развитие литературоведения внесли башкирские писатели М. А. Бурангулов, М. Гафури, Б. Ишемгул, И. Насыри, Д. Юлтый, Т. Янаби. С созданием Института истории, языка и литературы сюда перемещается литературоведческий центр.
Исследователи литературы А. Вали, Х. Наум, А. Чаныш, Ш. Шагар занимались методологическими вопросами, анализом сущности и идейной направленности литературы.
С 50-х годов были изданы коллективные литературоведеские труды «Башҡорт совет әҙәбиәтенең үҫеш мәсьәләләре» (1957; «Вопросы развития башкирской советской литературы»), «История башкирской советской литературы» (ч. 1—2; 1963—1966), «Башҡорт әҙәбиәте тарихы» (т. 1—6, 1990—96; «История башкирской литературы») и др.
Вопросы литературы освещаются в республиканской прессе — журналы «Агидель», «Бельские просторы», «Ватандаш», «Ядкяр».

### Балетоведение
Балетоведение в Рб развивалось при становлении профессионального музыкальных театров республики. Первые отзывы и рецензии на балетный спектакли писали башкирские писатели Г. Амири, Б. Бикбаев, А. Г. Бикчентаев, К. Мэргэн и др.
Развитие балета в республике описывали ученые Л. П. Атанова, О. Н. Белунцова, С. С. Саитов, Р. Х. Хайруллин, Г. Н. Ахмадеева, Г. Х. Ахметова, Г. Л. Галимова и др. Были изданы исследования «Мастера балетного искусства Башкирии» Хайруллина (1963), «Танец ликующий» Саитова (1968) и др.

### Музыковедение
Очерк Альмухаметова «Башҡорт сәвит музыкаһы тыуҙырыу өсөн көрәш юлында» (1933; «В борьбе за создание башкирской советской музыки») стал первой в Башкортостане работой в области музыковедения. Свои работы в этой области печатали музыканты Башкортостана Х. Ф. Ахметов, Л. Н. Лебединский, А. И. Харисов, Н. А. Шумской.
К известным работам относятся «Композиторы Башкирии» (1955) и «Башкирские народные песни и наигрыши» Лебединского, «История башкирской советской музыки» Н. Ш. Губайдуллина (1968), монографии и сборники по фольклористике — «Башҡорт халыҡ йырҙары, йырриүәйәттәре» (1997; «Башкирские народные песни, песни-предания»; сост. Ф. А. Надршина), «Башкирская инструментальная музыка. Наследие» (1996) Ахметжановой, «Фактура башкирской монодии. Инструментальное исполнительство» (1998) Рахимова, «Башкирские баиты и мунажаты: тематика, поэтика, мелодика» (2006) Галиной; «Бишек йыры» (1994; «Колыбельная песня»; сост. А. М. Кубагушев) и др.

### Театроведение
Первыми театроведческами работами в Башкортостане стали отзывы на спектакли писателей Ф. Амирхана, Ш .Бабича, М. Гафури, Г. Исхаки и др.
Современные исследователи занимаются изучением творчества известных башкирских артистов, режиссёров, анализом театральных постановок, работы театров.
В республике издавались сборники «Воспоминания о Габдулле Гилязеве» (2001), «Театр в пьесах, спектаклях и лицах (Драматическая сцена Башкортостана в 70—90‑е годы XX века)» (2002) Кусимовой и Вербицкой, «О театре и не только» (2006) Г. Иксановой, «Юлдар, юлдар. Театр, Дорога без конца…» (2008) Л. Я. Станковой; книги «Театрҙың шиңмәҫ шишмәһе» (2003; «Неиссякаемый родник театра») З. А. Нургалина, «Театр юлы — Путь театра» (2004) Кусимовой, «Яҙмыштар. Ролдәр. Яҙмыштар» (2008; «Судьбы. Роли. Судьбы») З. К. Атнабаевой и др.
В области театроведения РБ работают ученые Р. М. Ураксина, Л. С. Максимова, Н. А. Макарова, Т. Н. Хайбуллина, Вербицкая, Д. Г. Давлетшина, Кусимова и др.

## Образование

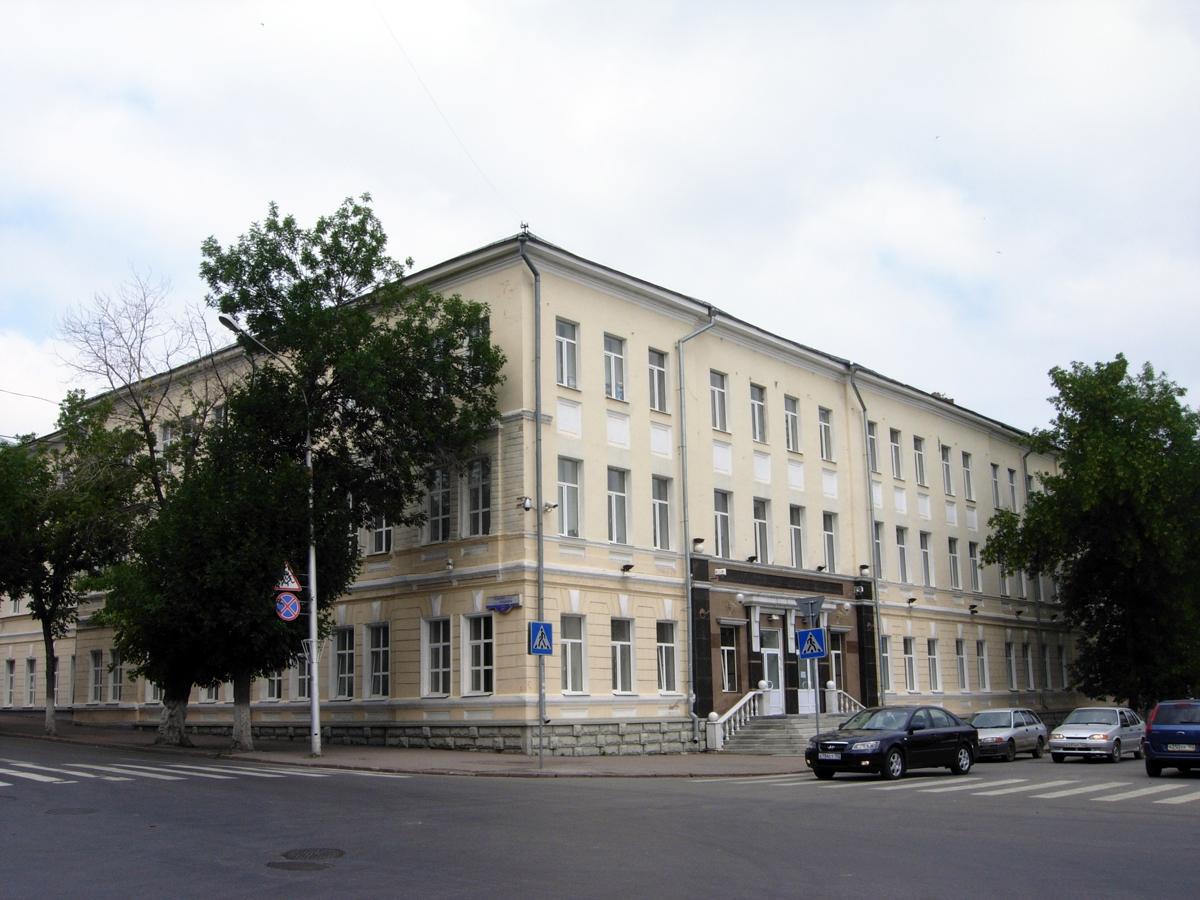
Уфимская государственная академия искусств им. Загира Исмагилова

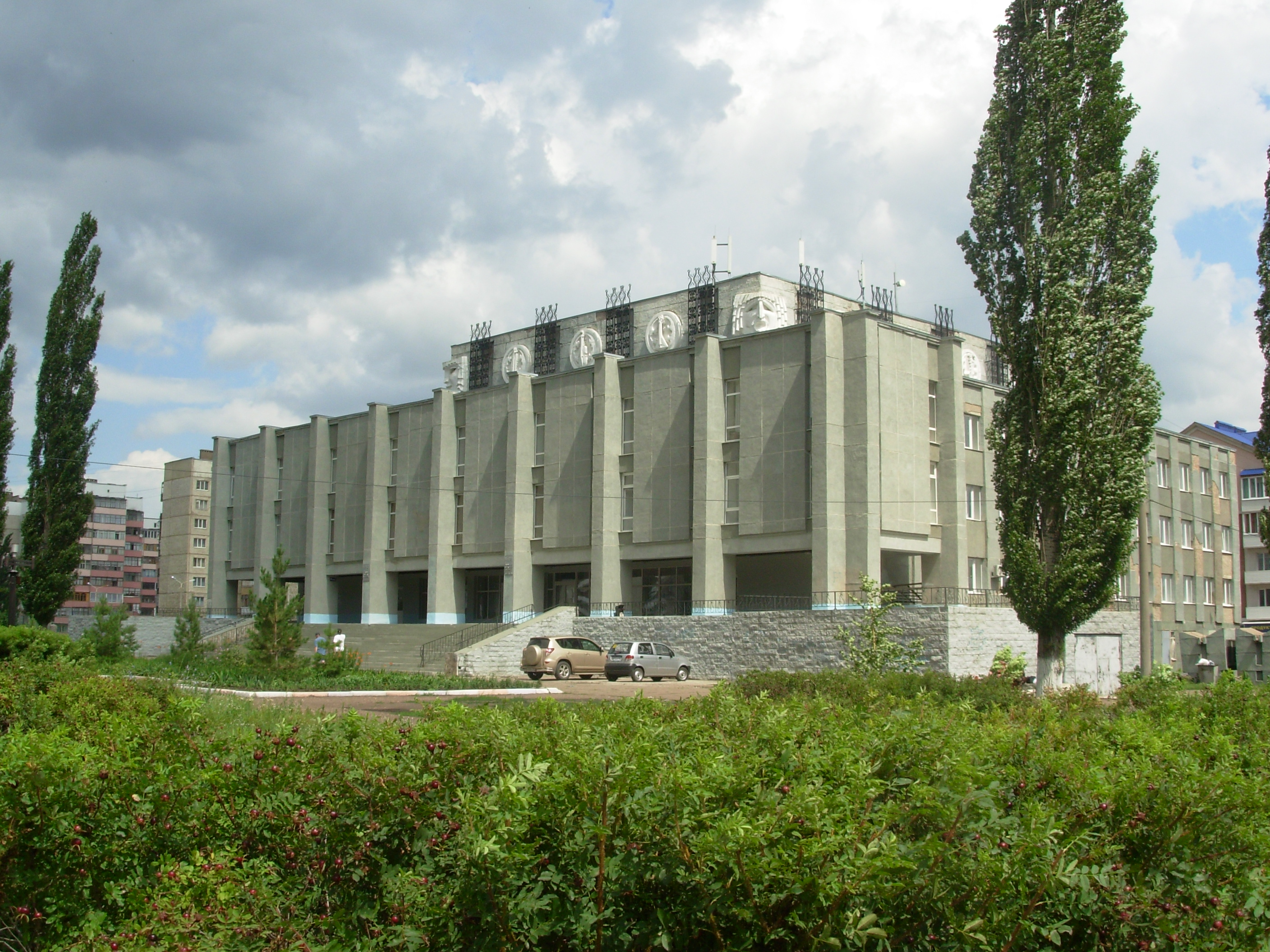
Салаватский музыкальный колледж

Работников искусств РБ готовят в Уфимском училище искусств, Уфимской государственной академии искусств им. Загира Исмагилова, в Башкирском государственном университете (ныне Уфимский университет науки и технологий), многочисленных музыкальных и хореографических школах, колледжах.
См. также: Музеи Башкортостана

## Награды и звания
За вклад в развитие искусства РБ учреждены:
- Звания — Народный артист Республики Башкортостан, Заслуженный артист Республики Башкортостан, Народный поэт Башкортостана, Народный писатель Республики Башкортостан, Народный художник Республики Башкортостан, Заслуженный художник Республики Башкортостан, Заслуженный деятель искусств Республики Башкортостан, Заслуженный архитектор Республики Башкортостан.
- Премии — Государственная премия Республики Башкортостан имени Салавата Юлаева в области литературы, искусства и архитектуры, Премия имени Г. Саляма, Премия имени Салавата Юлаева, Премия имени Ш. Бабича и др.

## Творческие союзы
В настоящее время работники искусств РБ объединены в творческие союзы: Союз писателей Республики Башкортостан, Союз архитекторов Республики Башкортостан, Союз театральных деятелей Республики Башкортостан, Союз художников Республики Башкортостан, Союз композиторов Республики Башкортостан, Союз театральных деятелей Республики Башкортостан.